# 696MI (パラシュート)

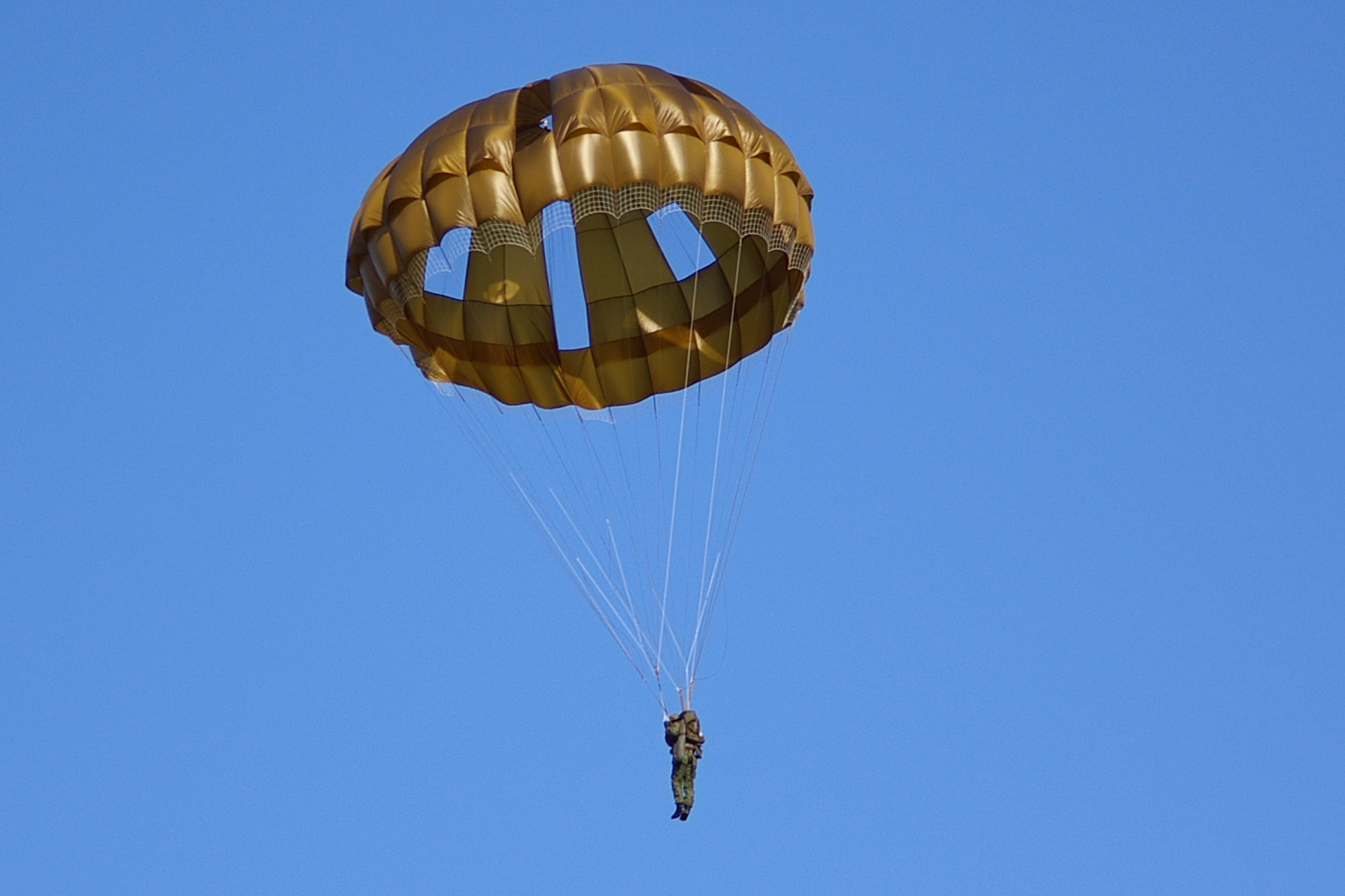
陸上自衛隊の696MI

696MIは、フランスのアエラズール（Aérazur）社製パラシュート。
空挺傘696MI（くうていさん696M1）として、陸上自衛隊に採用されている。需品科の需品機材であり、第1空挺団空挺後方支援隊落下傘整備中隊と陸上自衛隊需品学校に配備されている。空挺隊員を航空機から降下させる際に用いる装備であり、2000年（平成12年）度に採用された。通称は12傘（ひとにいさん）である。

## 特徴
60式空挺傘（A～C型）に比べて装着し易くなり、より重量物を携行し易くなった。また、トグル（持ち手）が採用されたことにより、降下中はよりダイレクトかつクイックに反応するようになり操縦性は向上し、着地の際は風の抑制が容易に実行でき以前よりも安全に着地できるようになった。しかし、良好な操縦性と引き換えに傘体部の開口部が大きくなり空中接触した際に萎みやすくなり事故の原因となり易く、現在は両扉連続降下は行われていない。これらの問題点を踏まえて、より安全により早く降下ができる新たな空挺傘が研究された結果、両扉降下が可能な13式空挺傘が2013年（平成25年）度契約で採用され、696MIと併用されることとなった。

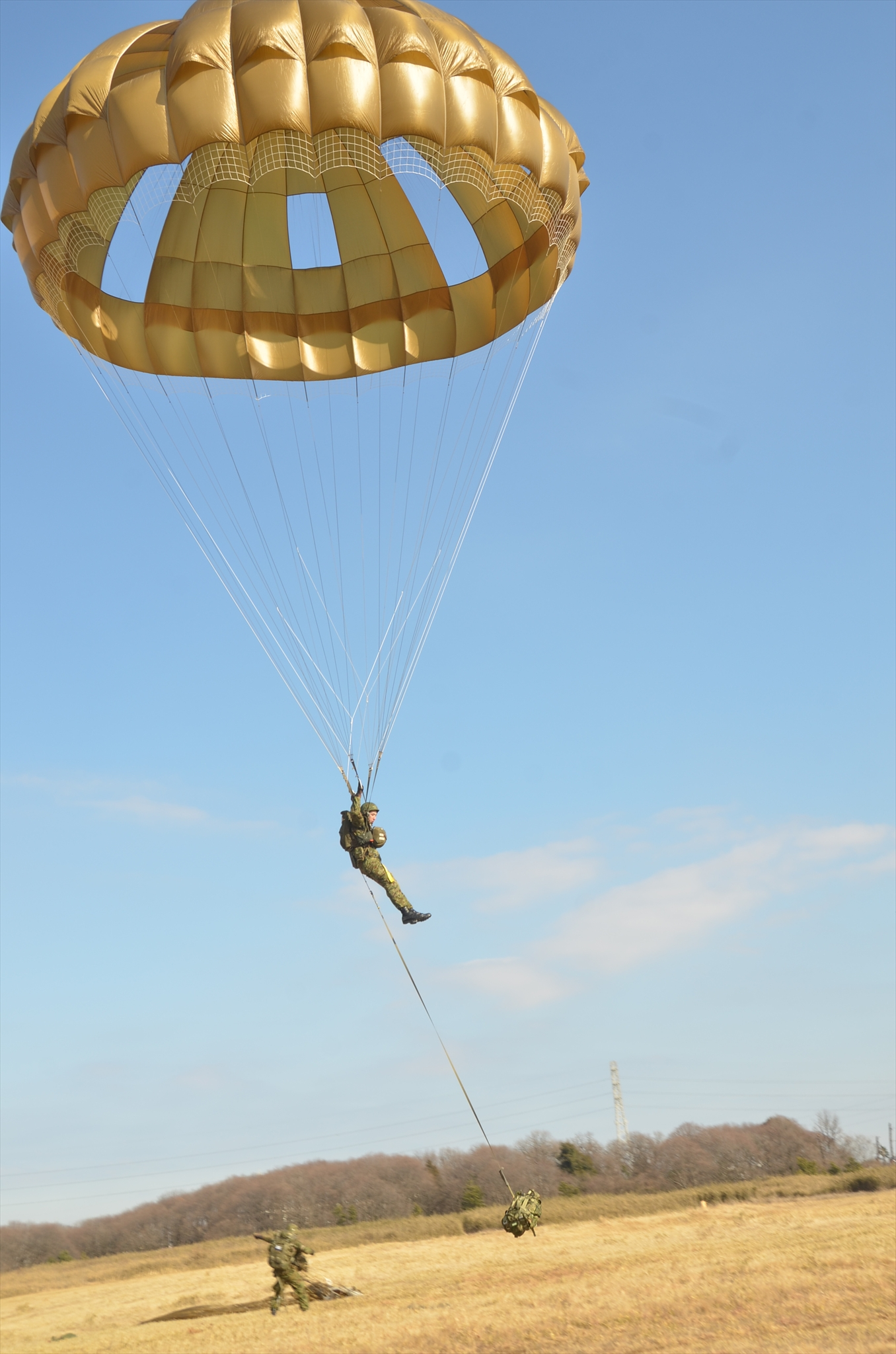
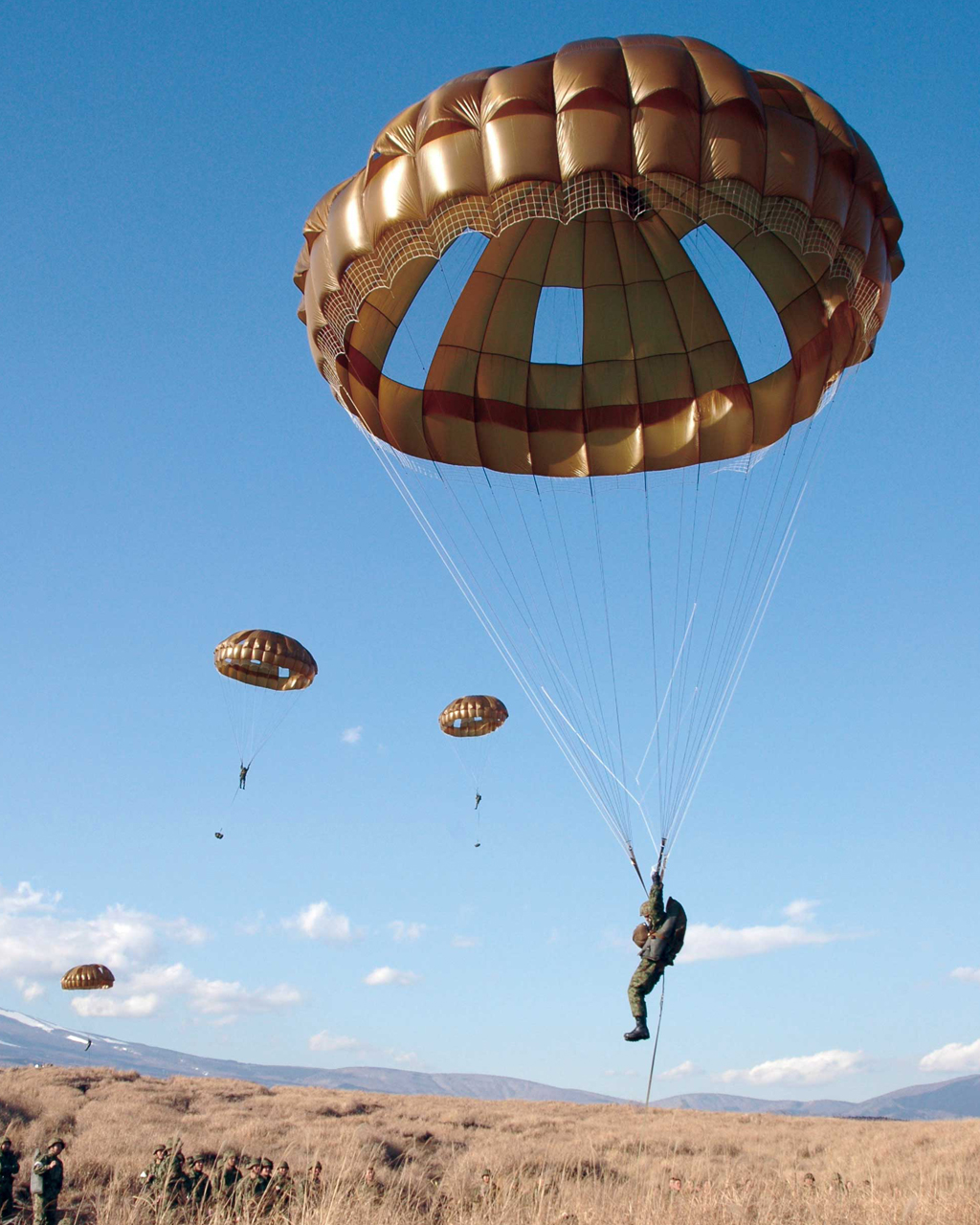

## 諸元・性能
- 傘体形状:平面複合楕円
- 傘体直径：約11m
- 重量：約15kg（主傘）、約7kg（予備傘）
- 開傘時間:4秒以内
- 降下速度:吊下重量約150kgで6.2m/秒以下

## 製作
- エアルーズ社
- 藤倉航装（ライセンス生産）